# مايكل كوريلا
مايكل إريك كوريلا (بالإنجليزية: Michael Erik Kurilla)‏ (من مواليد 16 مايو 1966) هو جنرال في الجيش الأمريكي يشغل منصب القائد الخامس عشر للقيادة المركزية للولايات المتحدة منذ 1 أبريل 2022. شغل سابقًا منصب القائد العام للفيلق الثامن عشر المحمول جواً وقبل ذلك كرئيس أركان القيادة المركزية للولايات المتحدة.

## الخدمة العسكرية
- ضابط مشاة، عملية غزو بنما 1988.[8]
- قوات المظلات، عملية جاست كوز للإسقاط واعتقال رئيس بنما مانويل نورييغا 1989.[8]
- عملية درع الصحراء في المملكة العربية السعودية 1990.[8]
- عملية عاصفة الصحراء ضد الغزو العراقي للكويت 1991.[8]
- عملية إعادة الأمل في هايتي 1995.[8]
- حرب البوسنة والهرسك 1995.[8]
- حرب كوسوفو 1998 - 1999.[8]
- غزو الولايات المتحدة لأفغانستان 2001.[8]
- غزو العراق 2003.[8]
- حرب العراق 2005.[8]
- عملية العزم الصلب (سوريا، العراق) 2014 إلى الآن.[8]